# Station Darnétal
Station Darnétal is een voormalig treinstation gelegen op het grondgebied van de gemeente Darnétal, in het departement Seine-Maritime, in de regio Normandië. Het station lag op de lijn van Saint-Roch naar Darnétal-Bifurcation.
Het station is in 1867 in gebruik genomen door de Compagnie des chemins de fer du Nord, en is in de jaren 1990 gesloten voor al het verkeer.

## Ligging
Het station van Darnétal ligt op 41 meter boven de zeespiegel, op kilometerpunt (PK) 112,794 van de lijn van Saint-Roch naar Darnétal-Bifurcation, tussen het in 2022 nog in gebruik zijnde station van Morgny (en de eveneens buiten gebruik genomen gesloten stations Préaux - Isneauville en Saint-Martin-du-Vivier ) en het einde van de lijn bij viaduct van Darnétal). Hier bevindt zich een splitsing en een verbinding met de lijn van Paris-Saint-Lazare naar Le Havre waarmee het station Rouen-Rive-Droite bereikt wordt.

## Geschiedenis

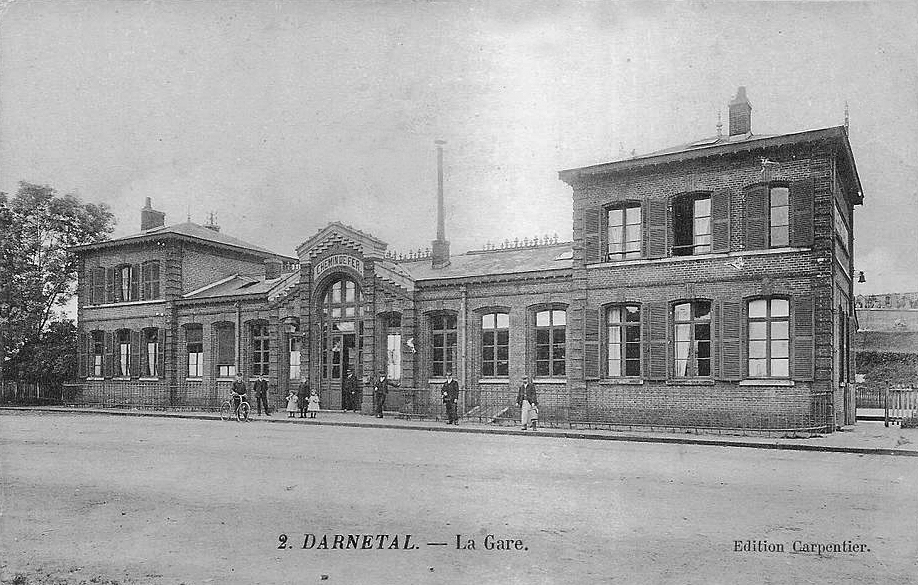
Het station, rond 1900.

Station Darnétal is op 18 april 1867 in gebruik genomen door de Compagnie des chemins de fer du Nord, met het begin van reizigersverkeer op de lijn van Amiens naar Rouen . De opening van de goederenafdeling vond plaats op 26 april van hetzelfde jaar. Het heeft een groot bakstenen reizigersgebouw in de stijl die voor de meeste stations in het noordelijk deel van Frankrijk gebruikelijk was .
Het is een doorgangsstation, aangezien de lijn tot aan zijn eindpunt bij Martainville verdergaat over het Darnétal-viaduct en vervolgens onder de lijn van Parijs naar Le Havre door die met een kort raccordement verbonden is.
Het oude stationsgebouw dat bij de aanleg van de lijn gebouwd is door de Compagnie du Nord is nog steeds aanwezig, maar heeft geen functie gerelateerd aan het spoor . Buiten dat was er tot 2008 nog een perron aanwezig.